# Ники Роудс
Ники Роудс (на английски: Nikki Rhodes) е артистичен псевдоним на американската порнографска актриса Никол Стивънсън (Nicole Stevenson), родена на 20 януари 1982 г. в Сими Вали, щата Калифорния, САЩ.

## Награди и номинации
- 2010: Номинация за AVN награда за жена изпълнител на годината.[3]